# Casearia
Casearia Jacq. – rodzaj roślin z rodziny wierzbowatych (Salicaceae). Według The Plant List w obrębie tego rodzaju znajduje się 217 gatunków o nazwach zweryfikowanych i zaakceptowanych, podczas gdy kolejne 54 taksony mają status gatunków niepewnych (niezweryfikowanych). Rośliny z tego rodzaju występują w klimacie tropikalnym całego świata. Gatunkiem typowym jest C. nitida Jacq.

## Morfologia
PokrójZazwyczaj zimozielone lub zrzucające liście drzewa, zwykle niewielkich rozmiarów oraz krzewy.
LiścieNaprzemianległe, pojedyncze, od całobrzegich do ząbkowanych. Osadzone na ogonkach liściowych, z nietrwałymi, drobnymi przylistkami.
KwiatyPromieniste, obupłciowe, pojedyncze lub zebrane w pęczki, rozwijają się w kątach pędów. Mają 4 lub 5 wolnych i nakładających się na siebie działek kielicha. Są pozbawione płatków. Kwiaty mają 6–12 pręcików zrośniętych u podstawy. Zalążnia jest górna, jednokomorowa, z 2–4 miąższowymi łożyskami. Słupek pojedynczy, prosty lub trójdzielny na szczycie.
OwoceTorebki mięsiste do skórzastych, otwierające się 2–4 klapami. U nasady owocu zachowane są trwałe działki kielicha i nitki pręcików. Nasiona nieliczne, jajowate, okryte w całości błoniastą lub mięsistą, zwykle jaskrawej barwy osnówką.

## Systematyka
Pozycja systematyczna według APweb (aktualizowany system APG IV z 2016)
Rodzaj z rodziny wierzbowatych (Salicaceae). W innych systemach klasyfikacyjnych zaliczany do rodzin: strzeligłowowatych (Flacourtiaceae) i męczennicowatych (Passifloraceae).
Lista gatunków